# Pulmologija
Pulmologija, u medicini je specijalnost koja se bavi bolestima dišnog sustava. Liječnik specijalist pulmologije naziva se pulmolog. 